# Козловка (Путивльский район)
Козловка (укр. Козлівка) — село,
Червоноозерский сельский совет,
Путивльский район,
Сумская область,
Украина.
Код КОАТУУ — 5923888005. Население по переписи 2001 года составляло 52 человека.

## Географическое положение
Село Козловка находится на правом берегу реки Сейм,
выше по течению на расстоянии в 3 км расположено село Солнцево,
ниже по течению на расстоянии в 2,5 км расположено село Чаплищи,
на противоположном берегу — село Пески (Бурынский район).
Река в этом месте извилистая, образует лиманы, старицы и заболоченные озёра.
Вокруг села много ирригационных каналов.